# كهف ماموث
كهف ماموث (بالإنجليزية: Mammoth Cave)‏ هو كهف يقع في كنتاكي، الولايات المتحدة. ويعد أطول أطول كهف طبيعي في العالم.